# Yu Qi
Yu Qi (chinesisch 于棋; * um 1988 in Fuzhou) ist eine chinesische Badmintonspielerin. 

## Karriere
Yu Qi gewann 2006 die Italian International im Damendoppel mit Cai Jiani. 2008 siegten beide bei den Swedish International Stockholm. Im gleichen Jahr waren sie auch bei den Austrian International erfolgreich.

## Sportliche Erfolge
| Saison | Veranstaltung                   | Disziplin   | Platz | Name              |
| ------ | ------------------------------- | ----------- | ----- | ----------------- |
| 2006   | Italian International           | Damendoppel | 1     | Cai Jiani / Yu Qi |
| 2008   | Swedish International Stockholm | Damendoppel | 1     | Yu Qi / Cai Jiani |
| 2008   | Austrian International          | Damendoppel | 1     | Cai Jiani / Yu Qi |